# Provins
Provins (uitspraak: [pʁɔ.ˈvɛ̃])  is een Franse gemeente en kleine stad in het departement Seine-et-Marne. Provins telde op 1 januari 2022 11.824 inwoners. De plaats is de onderprefectuur van het arrondissement Provins.
Aan het begin van het tweede millennium van onze jaartelling was Provins een van de steden in het gebied van de graven van Champagne die de locatie werden voor grote jaarlijkse markten. Deze markten verbonden het noorden van Europa met het mediterrane gebied. Provins heeft de kenmerkende architectuur en het stadsbeeld van een dergelijke jaarmarktstad zeer goed behouden. Provins werd vanwege de historie van de middeleeuwse jaarmarkten in 2001 toegevoegd aan de werelderfgoedlijst van UNESCO.

## Geschiedenis
In Provins vond tussen de 11e en de 13e eeuw een van de grootste jaarmarkten van Champagne plaats. De stad viel van de 11e eeuw tot 1284 onder het gezag van de graven van Champagne. Zij lieten in de 11e eeuw een stadsmuur aanleggen rond de stad. Deze muur werd in de 13e eeuw nog vergroot. De muren waren 25 meter hoog en hadden een lengte van 5 km. Provins sloeg zijn eigen munten en had ook eigen gewichtseenheden. In deze bloeitijd was Provins de derde grootste stad van Frankrijk, na Parijs en Rouen.
De middeleeuwse stad bestond uit een bovenstad (le Chatel) en een benedenstad (le Val). De stad stond in de middeleeuwen bekend om haar wolnijverheid. Die ontwikkelde zich in de benedenstad dankzij twee kleine rivieren die daar stroomden, de Durteint en de Voulzie. Er waren daar ook slagers en makers van perkament gevestigd, en verder ook mesmakers. Graaf Theobald I van Champagne liet in de 11e eeuw de benedictijner priorij Saint-Ayoul bouwen in de benedenstad, om pelgrims te ontvangen die op bedevaart kwamen naar de relieken van de heilige Ayoul.
In 1789 telde de stad ongeveer 5.000 inwoners. Er waren negentien kerken, kloosters of andere religieuze instellingen in de stad en Provins telde zowat 300 religieuzen.

## Bezienswaardigheden
Provins heeft zijn middeleeuwse aanzien behouden en staat bekend om de middeleeuwse stadswallen. Hiervan is in totaal 1200 meter met 22 torens bewaard gebleven rond de hoge stad van Provins. De gemeente telt meer dan vijftig gebouwen die erkend zijn als monument historique. De Tour César dateert uit de 12e eeuw. Het is de enige bekende achthoekige donjon op een vierkante basis. De toren is overdekt en herbergt klokken.
Verder bevindt zich in Provins de Hostellerie de la Croix D'Or uit 1264-1270, de oudste horecagelegenheid van Frankrijk. Er is nog steeds een restaurant gevestigd.
Het Musée de Provins et du Provinois is een oudheidkundig museum met voorwerpen van de oudheid tot de 19e eeuw.

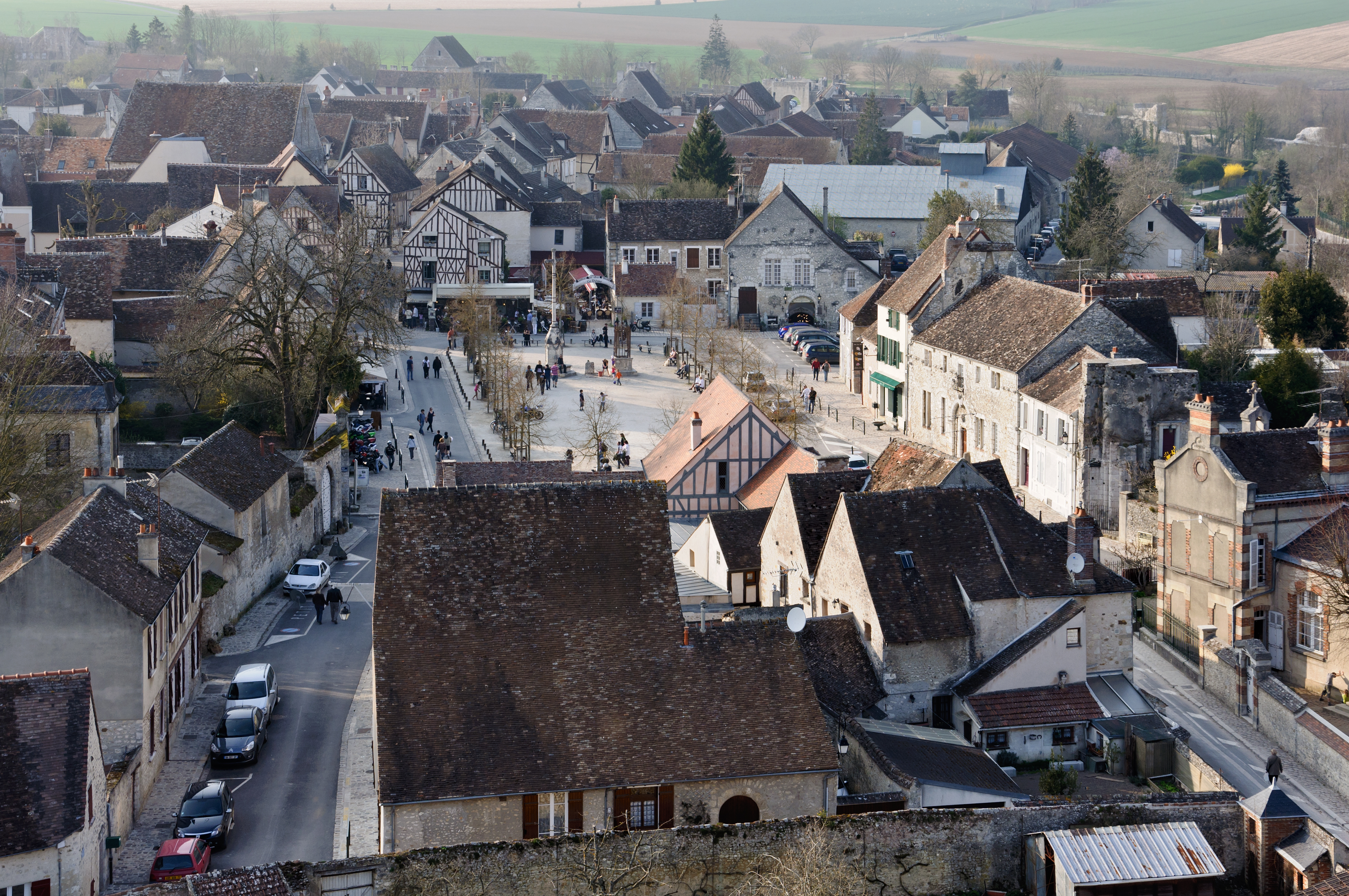
Place du Chatel
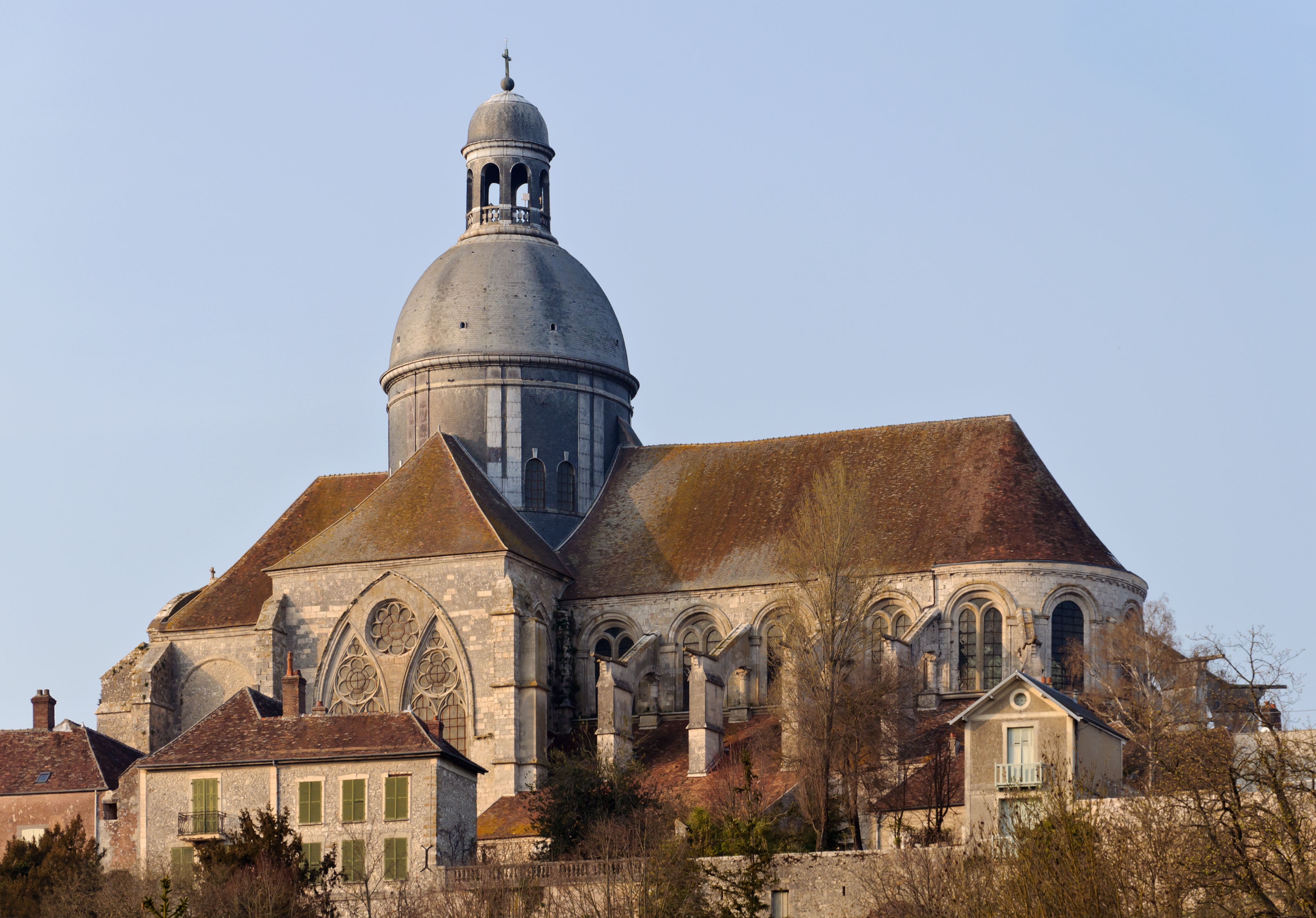
Collegiate Saint-Quiriace
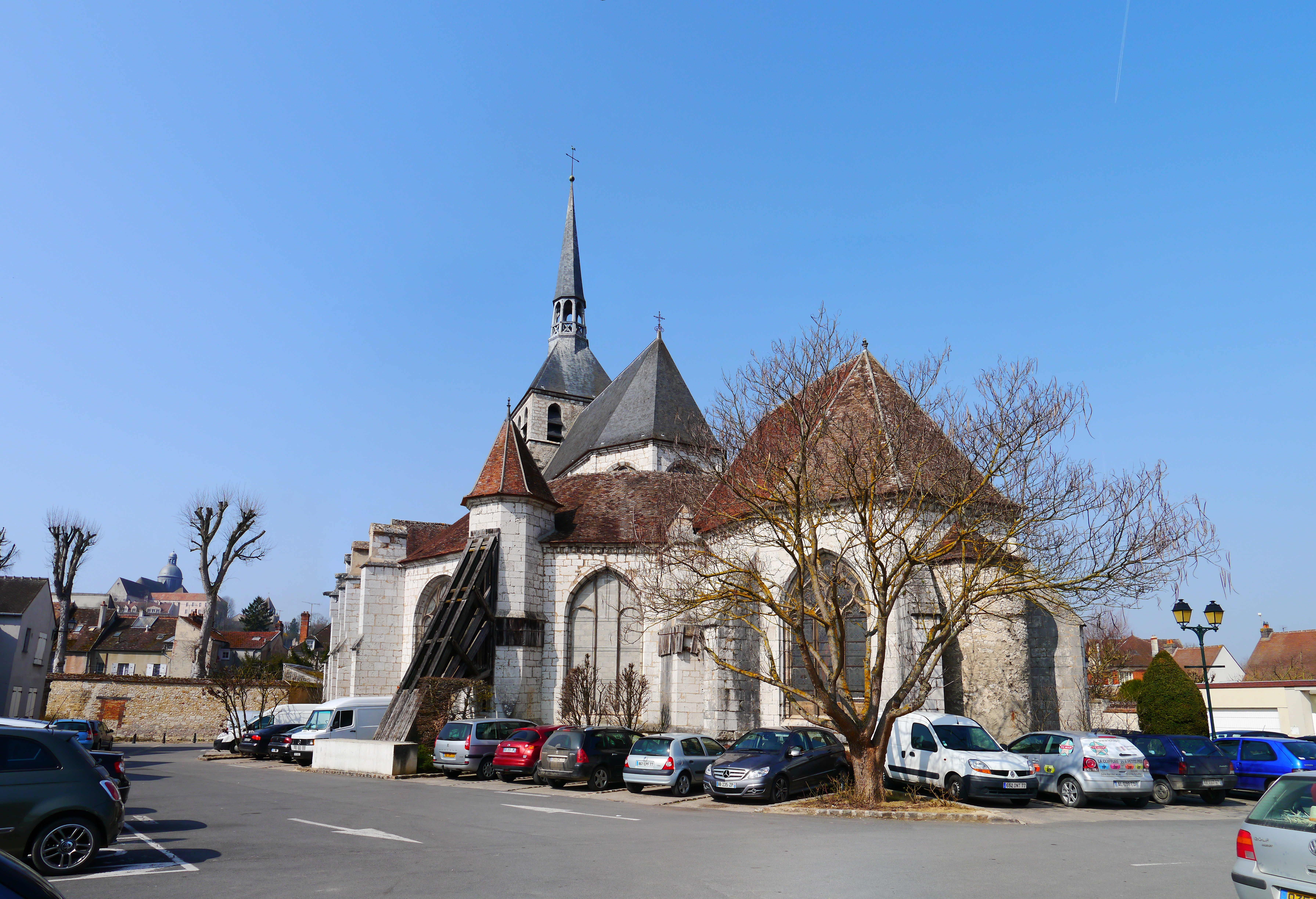
Église Sainte-Croix
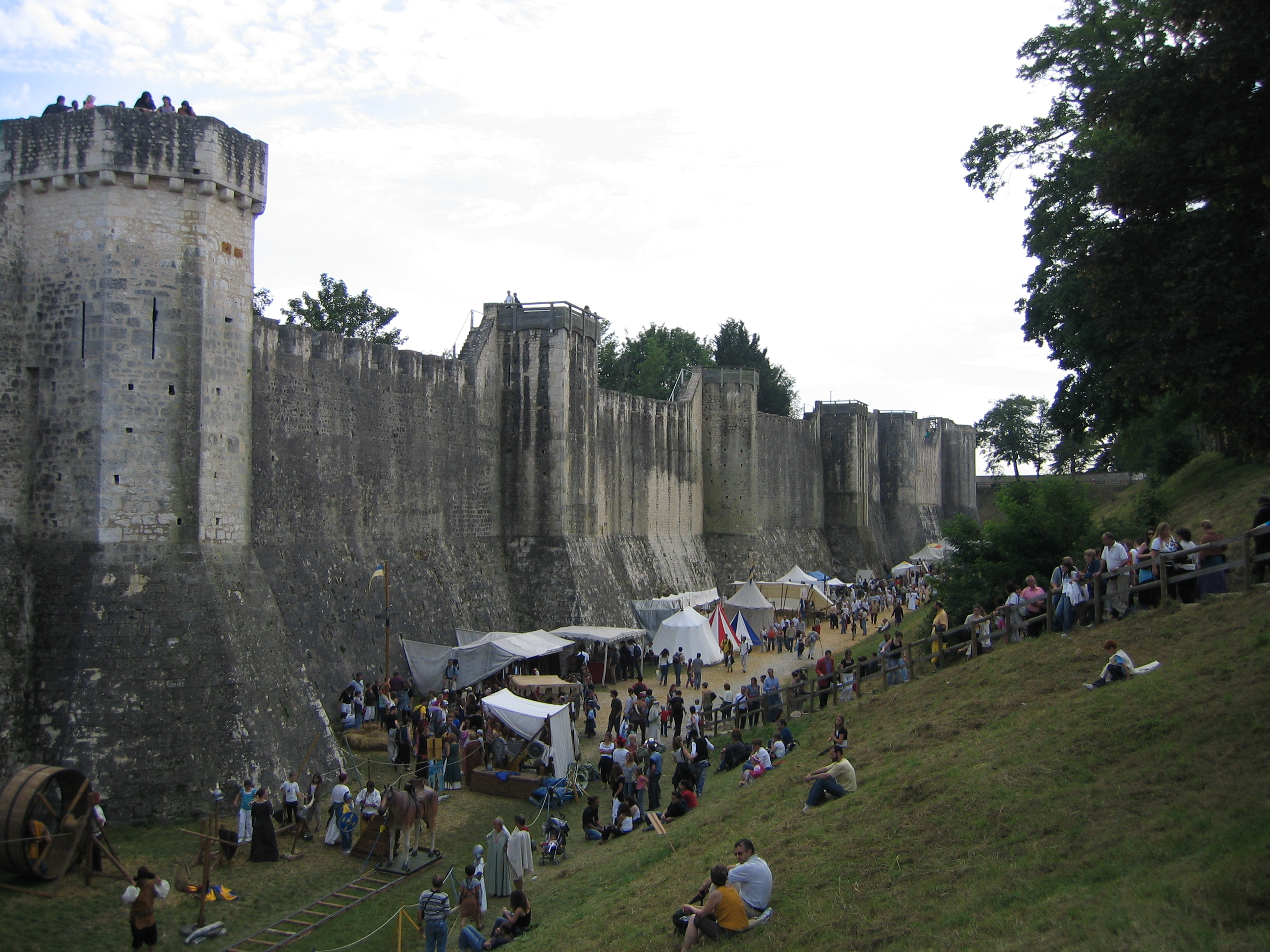
Fête Médiévale bij de stadswallen

## Geografie
De oppervlakte van Provins bedroeg op 1 januari 2022 14,72 vierkante kilometer; de bevolkingsdichtheid was toen 803,3 inwoners per km².
De onderstaande kaart toont de ligging van Provins met de belangrijkste infrastructuur en aangrenzende gemeenten.

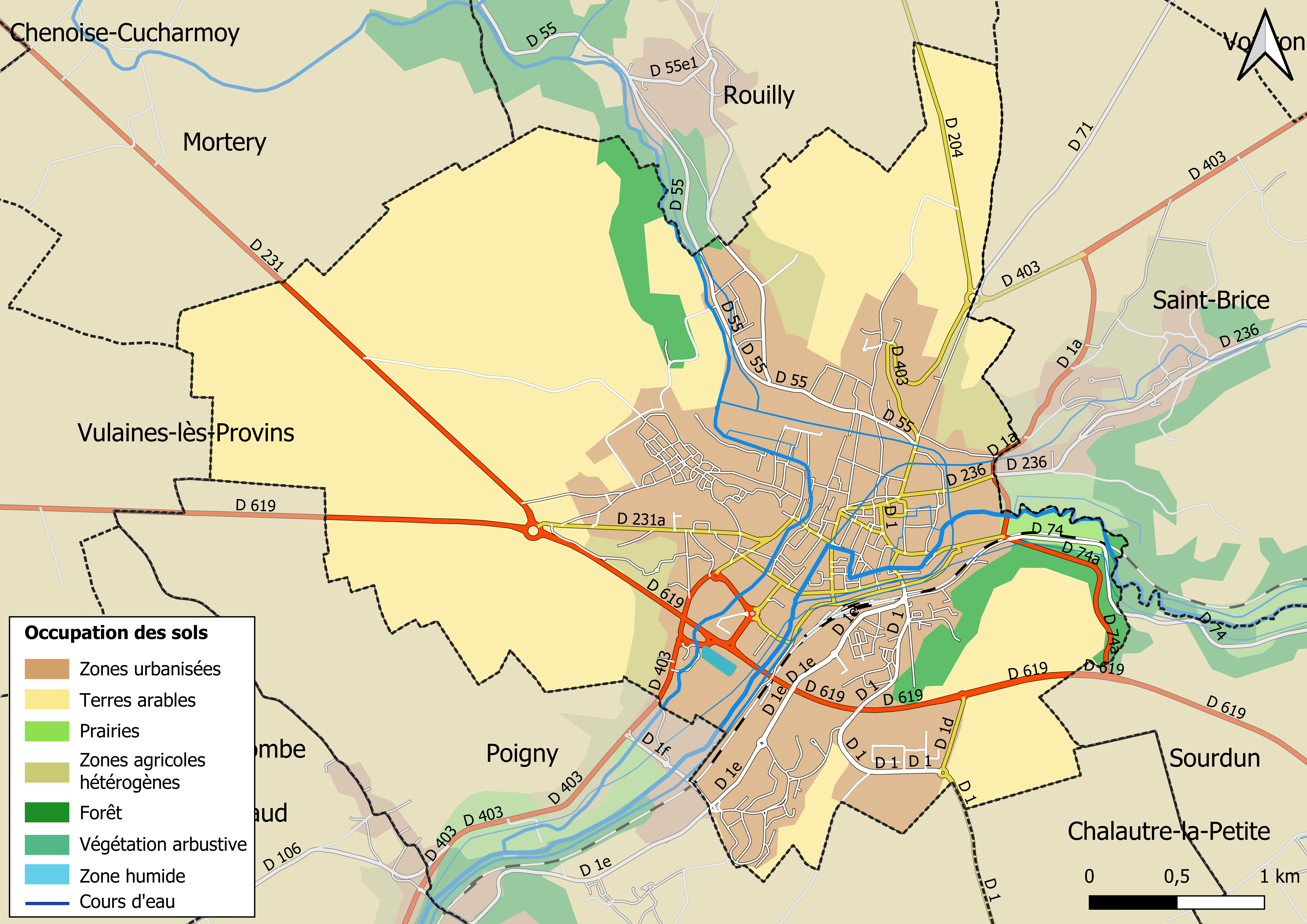

## Demografie
Onderstaande figuur toont het verloop van het inwonertal (bron: INSEE-tellingen).

## Verkeer en vervoer
In de gemeente ligt spoorwegstation Provins.

## Economie
Vanaf de jaren 1990 heeft het toerisme zich sterk ontwikkeld. De erkenning als werelderfgoed in 2001 gaf een sterke impuls aan het toerisme. Er werd een nieuw toerismekantoor gebouwd bij het treinstation. Jaarlijks wordt in een weekend in juni het festival Les Médiévales de Provins georganiseerd dat gemiddeld 90.000 bezoekers aantrekken. Jaarlijks bezoeken ongeveer een miljoen bezoekers Provins waarvan 20% buitenlanders.
Daarnaast staat Provins ook bekend om zijn textielindustrie.

## Bekende inwoners van Provins

### Geboren
- Amédée Couesnon (1850-1931), fabrikant van muziekinstrumenten en politicus
- David Moncoutié (1975), wielrenner
- Benoît Daeninck (1981), wielrenner
- Abdelaziz Barrada (1989-2024), voetballer

### Overleden
- Paul Delouvrier (1914-1995), bestuurder